# الحب المستحيل (مسلسل خليجي)
الحب المستحيل، مسلسل درامي رومانسي.

## قصة المسلسل
يتكون من ثلاثين حلقة تلفزيونية، كل حلقة منفصلة بذاتها من حيث الفكرة والبناء الدرامي والشخوص، لكنها جميعًا رومانسية عاطفية ذات مشاعر مختلفة من الفرح والحزن والذكريات والألم والحنين. والحلقات عبارة عن قصص حب سواء أكانت حقيقية أم خيالية، في بيوت أم «فلل» «حواري» ومدن الخليج العربي المحافظ بما يعكسه من تنوع وثراء.
ويهدف المسلسل في جزئه الثاني إلى مناقشة إشكالية الحب، فهو من أهم القضايا الجدلية في المجتمع الخليجي المحافظ بعاداته وتقاليده؛ حيث إن ثقافة الحب تنمو محاصرة ومسجونة ربما في النفوس حتى ولو كان هذا الحب فطريًا ويكبر مصاحبًا ورفيقًا دائمًا لأي شخص.
وسبب ذلك أن كثيرًا من مجتمعنا الخليجي لا يزال يرفض كلمة «الحب»، لأنها ارتبطت في أذهانهم بمفهوم (الرذيلة) لا بمفهوم الشراكة الوجدانية.
ويبرز الجزء الثاني من (قصة هوانا) كيف أن الحب يجعل من الإنسان شاعرًا.. وسندرك ما يشعر به المحب عند الفراق.. وسنعيش اللحظات القاتلة لحبيب ينتظر محبوبته.. وكيف تودع محبوبة محبوبها.. وسنقرأ أسرار لغة العيون ما بين العاشق ومعشوقته.
المسلسل بطولة «خالد البريكي» و«خالد أمين»، و«هند البلوشي»، و«صلاح الملا»، و«غازي حسين»، و«مشاري البلام»، و«شهد الياسين» و«مرام»، ومن تأليف الكاتب البحريني أحمد الفردان، وإخراج محمد القصاص.

## الفنانون المشاركون بالعمل
- إبراهيم الزدجالي.
- عبد الرحمن العقل.
- مشاري البلام.
- منى شداد.
- باسمة حمادة.
- أحمد إيراج.
- حسين المنصور.
- هبة الدري.
- خالد البريكي.
- سعاد علي.
- عبير أحمد.
- فاطمة عبد الرحيم.
- غازي حسين.
- مشعل الجاسر.
- خالد أمين.
- غادة إبراهيم.
- مروة محمد.
- عبد الله بهمن.
- حسين المهدي.
- سوسن الهارون.
- أمل العنبري.
- لارا الصفدي.
- بدر الشرقاوي.
- شهد.
- صلاح الملا.
- إيمان سبت.
- فجر الماجد.
- قحطان القحطاني.
- مريم زيمان.
- خالد فؤاد.

### انظر ايضًا
- قصة هوانا (مسلسل)